# Dood van Osama bin Laden

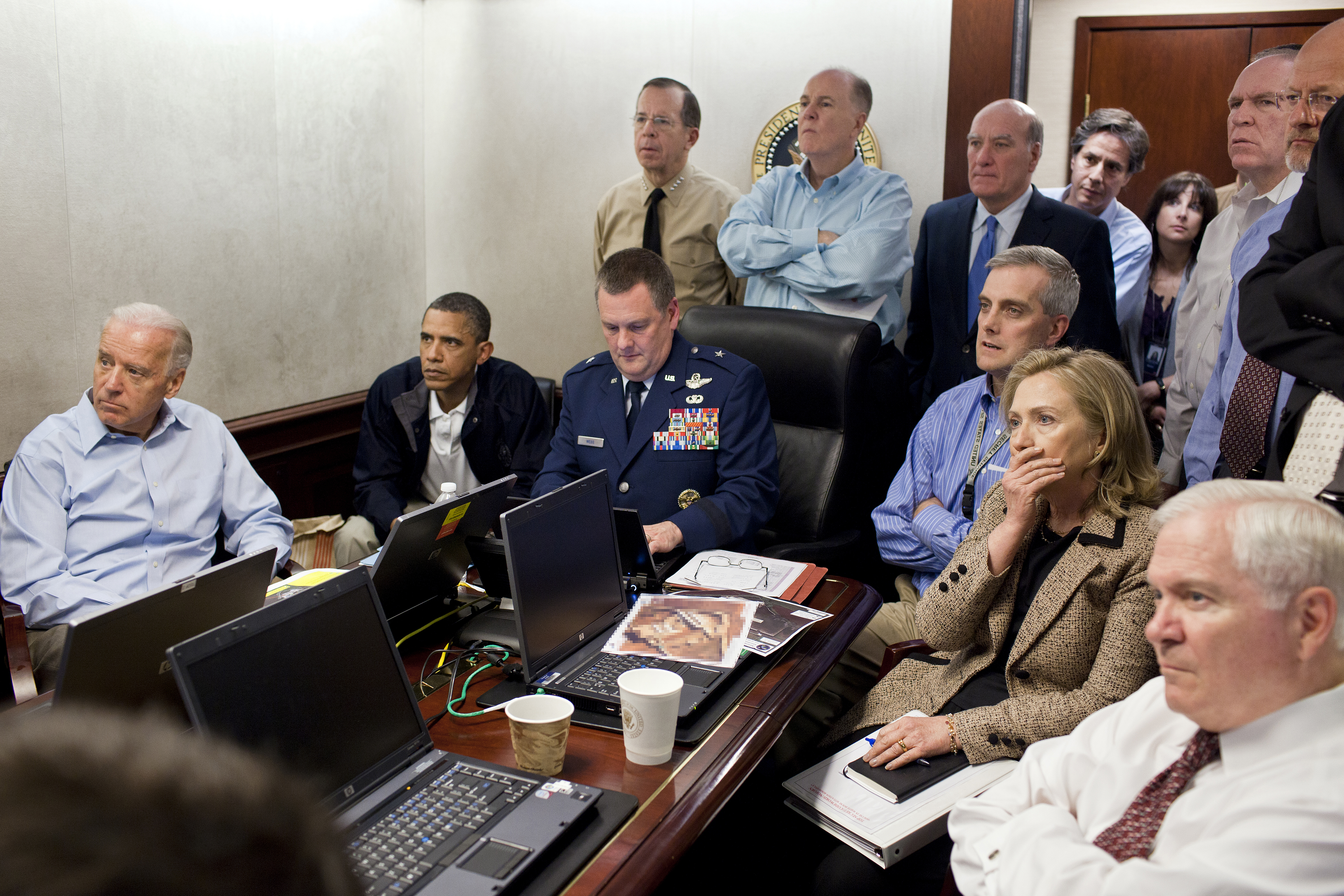
Barack Obama, Joe Biden, Hillary Clinton en andere stafmedewerkers volgen de militaire operatie rechtstreeks in het Witte Huis

Op 2 mei 2011 tussen 1 en 2 uur lokale tijd (20:00 en 21:00 UTC) werd Osama bin Laden doodgeschoten tijdens een operatie met Navy SEALs in het zwaarbeveiligde huis waar hij op dat moment verbleef. 

## Chronologie
De actie was geautoriseerd door de Amerikaanse president Barack Obama en vond plaats in de Pakistaanse stad Abbottabad. Ze was opgezet in samenwerking met de CIA, en om juridische redenen werden de ingezette militairen ook tijdelijk overgeplaatst naar de CIA. Het team vertrok vanuit Afghanistan. Pakistaanse autoriteiten waren niet op de hoogte gesteld (Pakistan is een bondgenoot van de VS, maar men was toch bang dat de geheime informatie zou lekken) en de actie werd tijdens de uitvoering zo lang mogelijk voor hen verborgen gehouden. De actie zelf werd uitgevoerd met twee helikopters, waarvan er een bij de landing neerstortte (zonder dat iemand ernstig gewond raakte) waardoor deze moest worden achtergelaten. Hij werd tot ontploffing gebracht om zo min mogelijk militaire informatie in handen van Pakistan te laten komen. Een van de extra helikopters die achter de hand werden gehouden werd gebruikt als vervanging voor de terugtocht.
Bin Laden werd ongewapend aangetroffen, maar zou zich wel verzet hebben tegen de binnengevallen militairen en werd door het hoofd geschoten. Met grote spoed werden documenten en elektronische informatiedragers verzameld, en vertrok men hiermee en met het lichaam van Bin Laden terug naar Afghanistan, waardoor een eventuele fysieke confrontatie met de Pakistaanse autoriteiten, die F-16's hadden gestuurd, werd voorkomen. Deze werden na afloop ingelicht.
Het lichaam van Bin Laden werd vervolgens per helikopter overgebracht naar het vliegdekschip USS Carl Vinson in de Arabische Zee. Vanaf dat schip kreeg hij nog diezelfde dag, gewikkeld in een verzwaarde zak, een zeemansgraf, wat volgens de Amerikaanse autoriteiten gebeurde met inachtneming van de regels voor een islamitische begrafenis. Volgens de Amerikaanse regering had men tot een begrafenis op zee besloten om te voorkomen dat zijn graf een bedevaartsplaats zou worden. Sommige islamitische geleerden zeiden dat de begrafenis op zee in strijd was met de sharia.
Naast Bin Laden kwamen nog vier andere aanwezigen in de compound om het leven bij de aanval. Aan Amerikaanse zijde zou niemand gewond zijn geraakt.
Op 6 november 2014 werd in een interview in de Britse krant Daily Mail bekendgemaakt dat Robert O'Neill de Navy SEAL was die Bin Laden heeft gedood. De vader van O'Neill was degene die dit feit had onthuld.

## Codenamen
De actie was volgens een officiële bron aangemerkt met de codenaam Operation Neptune Spear.
Als codenaam voor Bin Laden zelf zou Jackpot zijn gebruikt, en Geronimo als het codewoord voor Bin Ladens overgave of dood. In eerste instantie werd aangenomen dat zowel de actie als de codenaam voor Bin Laden zelf Geronimo luidde. Dit leidde tot protest vanuit de Indiaanse bevolking, die het op zou hebben gevat als associatie met de indianenleider Geronimo. De Amerikaanse overheid heeft deze relatie echter niet bevestigd.

## Reacties
De dood van Bin Laden werd op positieve wijze ontvangen in de Verenigde Staten zelf en door Ban Ki-moon, secretaris-generaal van de Verenigde Naties, de NAVO, de Europese Unie en vele landen en werd als een belangrijk keerpunt in de strijd tegen het terrorisme gezien. Enkele leiders waren echter kritisch, zoals voorman Ismail Haniya van Hamas, die verklaarde "Wij veroordelen de moord op een Arabische heilige strijder". Ook in de westerse wereld reageerde niet iedereen positief op de moord, omdat Bin Laden ongewapend was en dus gearresteerd had kunnen worden zodat hij in een juridisch proces berecht had kunnen worden. Sommigen vreesden dat zijn dood tot vergeldingsacties zou leiden.
Dit gebeurde ook. Op 13 mei kwamen door twee bomexplosies, beide uitgevoerd door zelfmoordterroristen, minstens 80 rekruten om het leven bij een opleidingscentrum voor paramilitaire grenswachten in Shabqadar, in het noordwesten van Pakistan. Een woordvoerder van de Pakistaanse Taliban verklaarde tegenover persbureau AP dat de aanslag een vergelding was voor de dood van Bin Laden en dat meer vergeldingsacties zouden volgen.
De Pakistaanse regering kreeg kritiek omdat ze niet op de hoogte was van het feit dat Bin Laden hier verbleef, hoewel hij in een groot en opvallend huis woonde in een grote Pakistaanse stad nabij een militaire academie.

## Film
De film Zero Dark Thirty (2012) gaat over de opsporing van Osama bin Laden en de actie. Ook de aanslag op Camp Chapman komt erin voor.